# Résolution 119 du Conseil de sécurité des Nations unies
Membres permanents
- Chine (Taïwan)
- États-Unis
- France
- Royaume-Uni
- URSS

Membres non permanents
- Australie
- Belgique
- Cuba
- Iran
- Pérou
- Yougoslavie

Résolution no 118 Résolution no 120
La résolution 119 du Conseil de sécurité des Nations unies est une résolution du Conseil de sécurité des Nations unies adoptée le 31 octobre 1956.
Cette résolution, la neuvième de l'année 1956, relative à une plainte de l'Égypte, considérant qu'une grave situation a été créée par l'action entreprise contre l'Égypte, et compte tenu du manque d'unanimité lors des séances 749 et 750, décide de convoquer une session extraordinaire de l'assemblée générale .
La résolution a été adoptée par 7 voix pour, 2 voix contre et 2 abstentions.
La France et le Royaume-Uni de Grande-Bretagne et d'Irlande du Nord ont voté contre.
Les abstentions sont celles de l'Australie et de la Belgique.

## Contexte historique
La crise du canal de Suez, également désignées des noms d'expédition de Suez, guerre de Suez, campagne de Suez ou opération Kadesh, est une guerre qui éclata en 1956 en territoire égyptien. Le conflit opposa l'Égypte et une alliance secrète, le protocole de Sèvres, formée par l'État d'Israël, la France et le Royaume-Uni, à la suite de la nationalisation du canal de Suez par l'Égypte.
Cette alliance entre deux États européens et Israël répondait à des intérêts communs : les nations européennes avaient des intérêts politiques, économiques et commerciaux dans le canal de Suez, et Israël avait besoin de l'ouverture du canal pour assurer son transport maritime (ce dernier justifiait toutefois son intervention militaire contre l'Égypte comme étant une réponse aux attaques de fedayins qu'il subissait de plus en plus régulièrement sur son territoire). De plus cette crise est considérée comme particulièrement importante car elle survient pendant la période de guerre froide. Plus que les intérêts des pays européens, elle symbolise aussi une union encore contestée de l'Union soviétique et des États-Unis (deux blocs en opposition) et constitue donc un moment clef de cette période de conflits. L'union reste contestée car il semble qu'elle aurait aussi pu être interprétée comme une sorte « d'échange de bons procédés » entre les deux puissances. Ce sont ces deux États qui ont imposé l'arrêt du conflit en renvoyant chez elles les forces françaises et britanniques.
(Introduction de l'article Crise du canal de Suez)

## Texte
- Résolution 119 sur fr.wikisource.org
- Résolution 119 sur en.wikisource.org